# 735. pehotni polk (Wehrmacht)
Za druge 735. polke glejte 735. polk.
735. pehotni polk (izvirno nemško Infanterie-Regiment 735) je bil eden izmed pehotnih polkov v sestavi redne nemške kopenske vojske med drugo svetovno vojno.

## Zgodovina
Polk je bil ustanovljen 2. maja 1941 kot polk 15. vala na področju WK V iz nadomestnih enot za potrebe zasedbenih nalog v Franciji; polk je bil dodeljen 715. pehotni diviziji.
15. oktobra 1942 je bil polk preimenovan v 735. grenadirski polk.